# Oxoacid

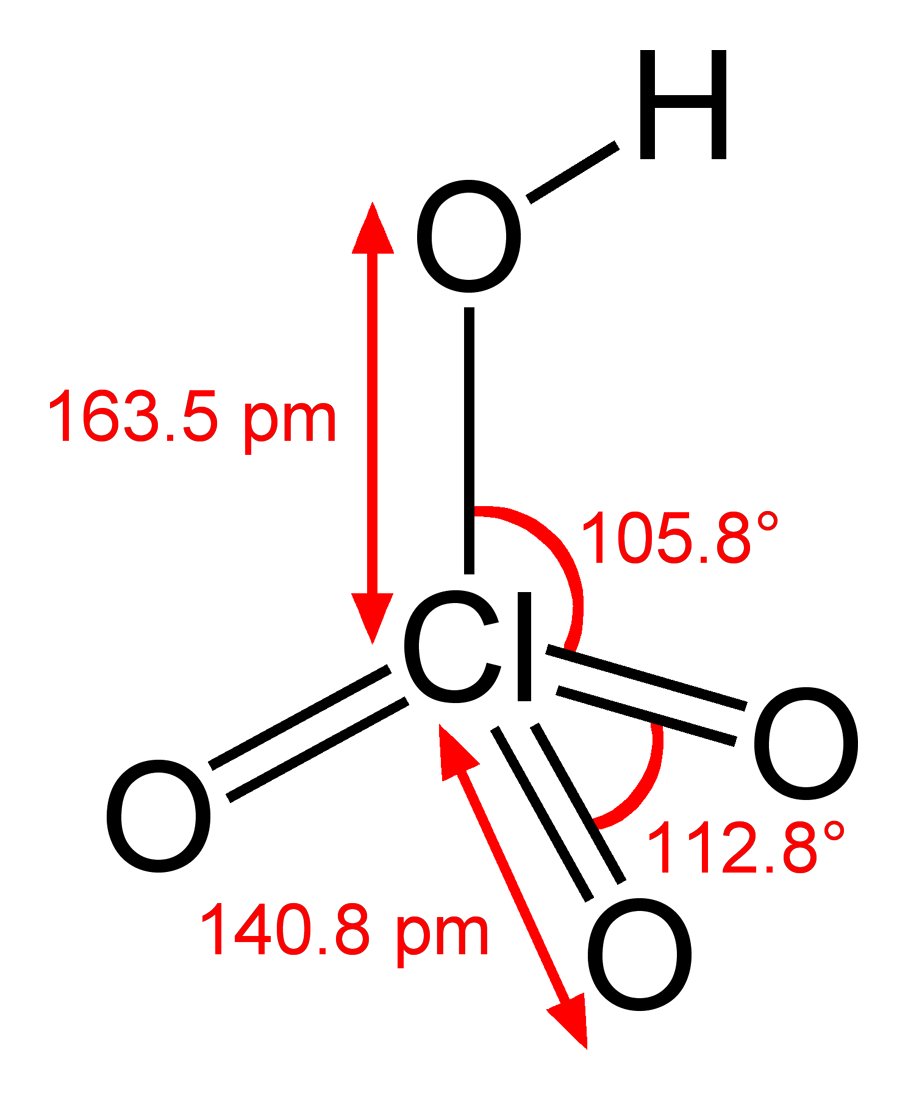
Acidul percloric are formula HClO4, iar atomul de clor este legat de trei atomi de oxigen. Unul dintre atomii de oxigen este implicat și într-o legătură hidroxil -OH.

Un oxiacid este un acid poliatomic, anorganic sau organic, care conține pe lângă hidrogen și un nemetal și oxigen. De obicei, în structura moleculară a unui oxiacid, unul dintre atomii de oxigen se află sub formă de radical hidroxil -OH, iar cel puțin unul dintre atomii de hidrogen legați de oxigen poate disocia pentru a produce un cation H+ și un anion al acidului.
Oxiacizii anorganici au formula generală HmXOn, unde X este atomul central, iar m și n depind de starea de oxidare a elementului X. În majoritatea cazurilor, X este un nemetal, dar se poate ca acesta să fie și metal (de exemplu cromul în acid cromic, sau manganul).
Câteva exemple de oxiacizi sunt: acid carbonic, acid percloric, acid sulfuric, acid azotic și acid acetic. Toți acizii carboxilici sunt oxiacizi.